# محمدتقی حسینی
محمدتقی حسینی دیپلمات اهل ایران است که  سفیر پیشین ایران در مکزیک بوده‌است.

## زندگی‌نامه
حسینی از سال ۱۳۷۱ وارد وزارت امور خارجه ایران شدند. محمدتقی حسینی از ۱۳۸۵ تا ۱۳۸۹ به عنوان رایزن نمایندگی ایران نزد دفتر اروپایی سازمان متحد در ژنو، از سال ۱۳۸۱ تا ۱۳۸۵ معاون اداره خلع سلاح و امنیت بین‌المللی وزارت امور خارجه، از سال ۱۳۷۵ تا ۱۳۸۰ دبیر دوم نمایندگی ایران نزد سازمان‌های بین‌المللی در وین و قبل از آن از ۱۳۷۱ تا ۱۳۷۵ کارشناس سیاسی وزارت امورخارجه خدمت کرده‌است. در بسیاری از کنفرانس‌ها و مذاکرات بین‌المللی از جمله کنفرانس‌های بازنگری معاهده منع گسترش سلاح‌های هسته ای در سال‌های (۱۳۷۴)، (۱۳۷۹) و (۱۳۸۹) در نیویورک و مذاکرات پروتکل الحاقی پادمان‌های هسته ای در وین، معاهده منع جامع آزمایش‌های اتمی در ژنو و با تشکیل کمیسیون مقدماتی در وین، مذاکرات مربوط به موضوع هسته ای ایران ۱۳۸۲ تا ۱۳۸۵ در پایتخت‌های مختلف حضور داشته‌است. حسینی ریاست تعدادی از هیئت‌های ایران در گفتگوهای بین‌المللی را به عهده داشته‌است. محمدتقی حسینی دارای مدرک کارشناسی و کارشناسی ارشد روابط بین‌المللی و دکترای علوم سیاسی می‌باشد. او در دانشکده مطالعات جهان دانشگاه تهران و دانشکده روابط بین‌الملل و پژوهشگاه علوم انسانی برای مقاطع کارشناسی ارشد و دکتری تدریس دارند و تزهای دکتری و فوق لیسانس متعددی را راهنمایی یا داوری کرده‌است. او چندین کتاب و ده‌ها مقاله در زمینه‌های تخصصی روابط بین‌الملل و اندیشه سیاسی به فارسی و انگلیسی تألیف کرده‌اند. به زبان‌های فارسی و انگلیسی مسلط است و به زبان‌های آلمانی، اسپانیایی، فرانسه و عربی آشنایی دارد. حسینی متأهل و دارای یک فرزند دختر و یک پسر می‌باشد.